# Mô hình Heckscher–Ohlin
Mô hình Heckscher-Ohlin, nhiều khi được gọi tắt là Mô hình H-O, là một mô hình toán cân bằng tổng thể trong lý thuyết thương mại quốc tế và phân công lao động quốc tế dùng để dự báo xem quốc gia nào sẽ sản xuất mặt hàng nào trên cơ sở những yếu tố sản xuất sẵn có của quốc gia. Eli Heckscher và Bertil Ohlin của Thụy Điển là hai người đầu tiên xây dựng mô hình này, nên mô hình mang tên họ, dù sau này có nhiều người khác tham gia phát triển mô hình. Mô hình dựa vào lý luận về lợi thế so sánh của David Ricardo.
Mô hình ban đầu do Heckscher và Ohlin xây dựng chưa phải là mô hình toán, chỉ giới hạn với hai quốc gia, hai loại hàng hóa có thể đem trao đổi quốc tế và hai loại yếu tố sản xuất (đây là hai biến nội sinh). Vì thế mô hình ban đầu còn được gọi là Mô hình 2 x 2 x 2.
Về sau, mô hình được Paul Samuelson là người đầu tiên áp dụng toán học vào, nên có khi được gọi là Mô hình Heckscher-Ohlin-Samuelson hay Mô hình H-O-S. Jaroslav Vanek mở rộng để áp dụng cho nhiều quốc gia và nhiều sản phẩm, nên cũng thường được gọi là Mô hình Heckscher-Ohlin-Vanek.
Mô hình Heckscher-Ohlin dựa trên các giả thiết sau:
- Công nghệ sản xuất cố định ở mỗi quốc gia và như nhau giữa các quốc gia.
- Công nghệ đó ở mỗi quốc gia đều có lợi tức theo quy mô cố định.
- Lao động và vốn có thể di chuyển tự do trong biên giới mỗi quốc gia, nhưng không thể di chuyển tự do từ quốc gia này sang quốc gia khác.
- Cạnh tranh trong nước là hoàn hảo.

Mô hình Heckscher-Ohlin phiên bản 2 x 2 x 2 sử dụng hàm Cobb-Douglass vì nó phù hợp với giả thiết về lợi tức theo quy mô không đổi.
Mô hình đưa ra những kết luận sau: Nước nào có nhiều yếu tố đầu vào nào hơn thì nước đó sẽ xuất khẩu các sản phẩm thâm dụng yếu tố đầu vào đó và nhập khẩu các sản phẩm thâm dụng yếu tố đầu vào kia. Kết luận này được kinh tế học gọi là Định lý Heckscher-Ohlin.
Tuy nhiên, nghiên cứu thực nghiệm của Wassily W. Leontief năm 1954 về mô hình Heckscher-Ohlin dùng số liệu thống kê của Hoa Kỳ đã cho thấy dù Hoa Kỳ là nước sẵn vốn hơn là lao động, nhưng nước này vẫn xuất khẩu đáng kể các sản phẩm thâm dụng lao động và nhập khẩu nhiều sản phẩm thâm dụng vốn. Kinh tế học gọi phát hiện này của Leontief là Nghịch lý Leontief. Những nghiên cứu thực nghiệm khác cũng cho thấy mô hình này không được chấp nhận về mặt thống kê, từ đó đề nghị cần điều chỉnh mô hình, cụ thể là thay đổi các giả thiết, nhất là giả thiết về công nghệ.